# Palmenstrand von Vai

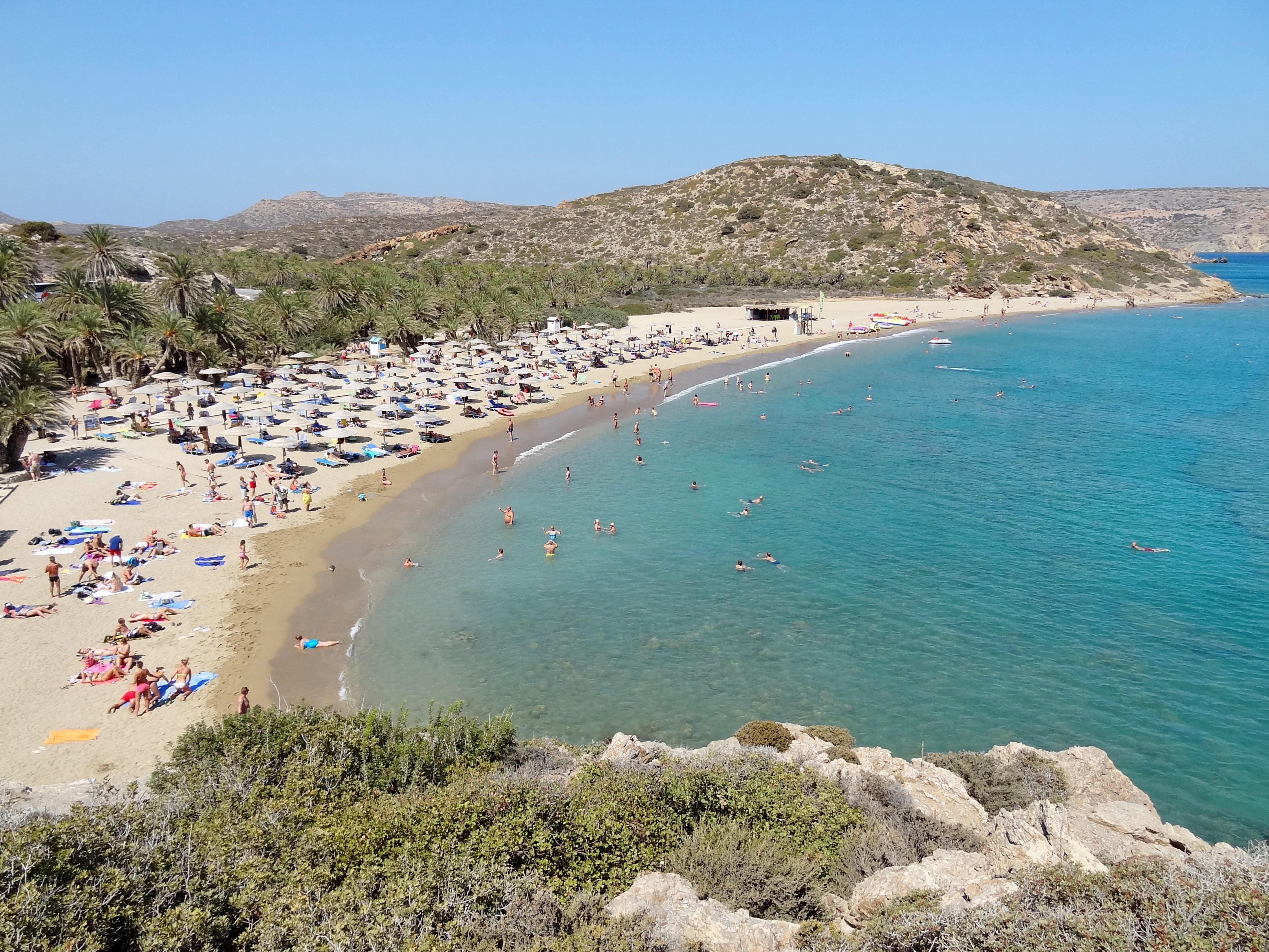
Palmenstrand von Vai mit den im Sommer aufgebauten Strandliegen und Sonnenschirmen

Der Palmenstrand von Vai (eigentlich: Palmenwald von Vai, griechisch Φοινικόδασος του Βάι) liegt an der Ostküste der griechischen Mittelmeerinsel Kreta, an der Bucht von Grandes (Ormos Grandes). Nächstgelegene Städte sind Palekastro und Sitia. Die Kretische Dattelpalme (Phoenix theophrasti) bildet hier den größten natürlichen Palmenhain Europas. Benannt ist der Strand nach der kleinen Ortschaft Vai einen Kilometer im Hinterland der Küste. Die Kretische Dattelpalme wurde 1967 von dem schweizerischen Botaniker Werner Rodolfo Greuter (* 1938) als eigenständige Art anerkannt. Sie wurde benannt nach dem griechischen Naturforscher Theophrast (um 371 v. Chr. – um 287 v. Chr.), der schon von ihr berichtet hatte.

## Geschichte

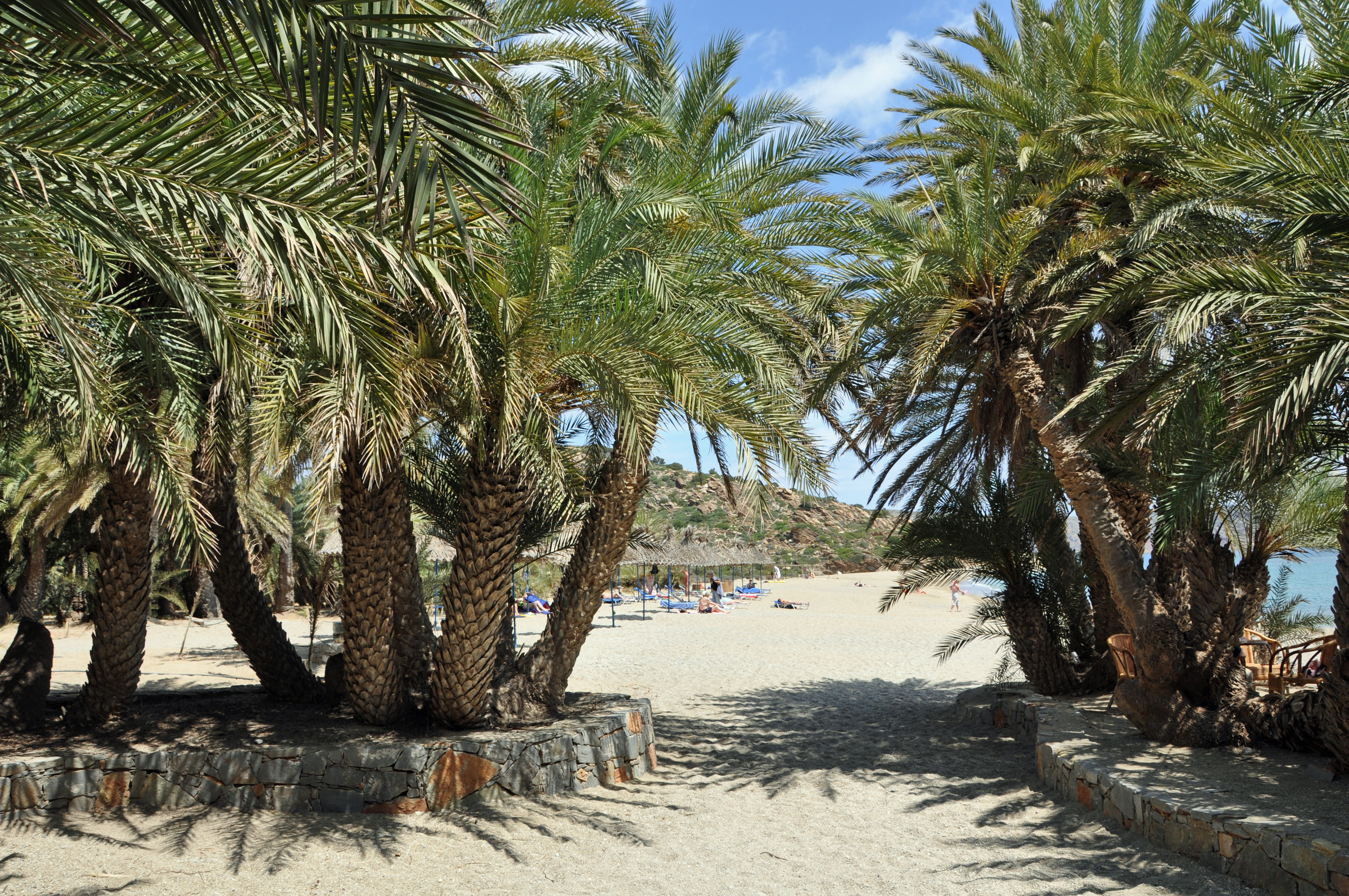
Vai, Zugang von Seiten des Parkplatzes (heute durch einen Zaun abgesperrt)

Nach einer kretischen Legende entstand der Palmenhain dadurch, dass Piraten, die sich hier nach ihren Beutezügen versteckten, die Kerne der gegessenen Früchte wegwarfen, aus denen dann Palmen wuchsen. Daraus soll sich über Jahrhunderte der Palmenwald entwickelt haben. Allerdings ist die Kreta-Palme eine von der Echten Dattelpalme verschiedene Palmenart, deren Früchte eher ungenießbar sind. Daher ist die Legende nicht haltbar.
Für den Tourismus „entdeckt“ wurde Vai in den 1970er-Jahren von Hippies, die sich aus Matala und Preveli  in den damals abgeschiedenen Osten Kretas zurückzogen.

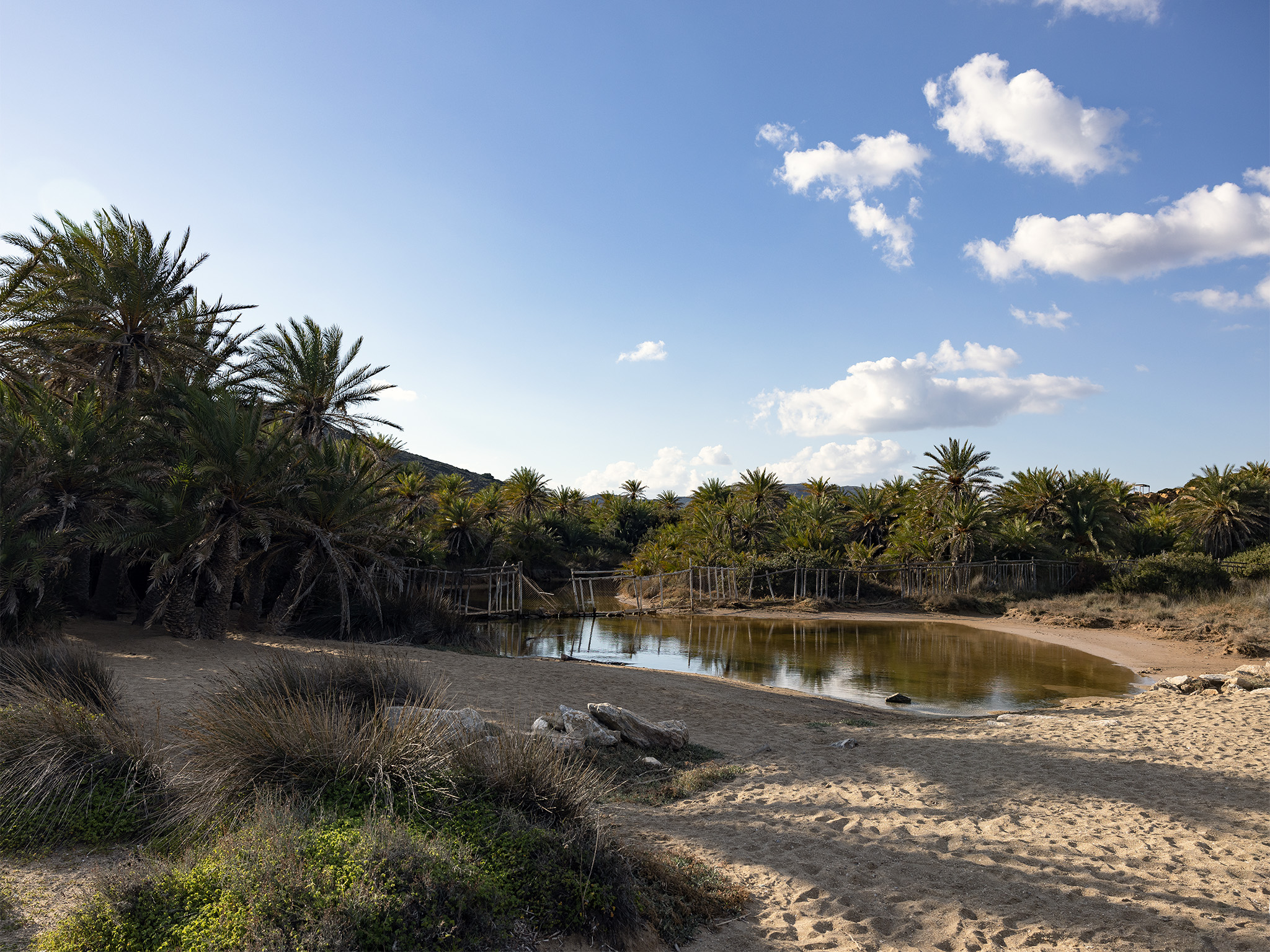
Blick vom Strand zum Palmenwald

Mitte der 1970er Jahre avancierte der Strand zu einem Ziel von Rucksacktouristen aus ganz Europa, Vai wurde zu einer Mischung aus chaotischem Zeltplatz und Müllkippe, worauf die Behörden rigoros reagierten. Das Gebiet wurde eingezäunt und zum Naturschutzgebiet erklärt, Wildcamper und die restlichen dort verbliebenen Hippies mit drastischen Methoden vertrieben. Das tat dem einmaligen Biotop gut, der Wald erholte sich wieder. 
In den Folgejahren wurde der zum Grundbesitz des Klosters Toplou gehörende Palmenstrand Ziel von Tagestouristen, die überwiegend in organisierten Busfahrten eintrafen. Heute ist der Palmenstrand mit Tausenden von Besuchern im Jahr eine der am meisten frequentierten Sehenswürdigkeiten Ostkretas. 
Von dem Palmenwald ist nur noch ein schmaler Streifen am Strand zu begehen, der Rest ist für den Publikumsverkehr nicht zugänglich.

## Küstenwanderung
Vom Palmenstrand führt ein Treppenweg zu einem Aussichtspunkt hinauf, der eine Postkartenansicht über das Strandrevier erlaubt. Am Ende des Treppenweges beginnt ein markierter Wanderpfad in südlicher Richtung, von dem nach zehn Minuten zur FKK-Bucht Psilos Ammos abgestiegen werden kann. Dem im weiteren Verlauf stellenweise holprigen und etwas anstrengendem Küstenweg kann bis Palekastro gefolgt werden, unterwegs liegen weitere nur wenig besuchte Badeplätze.